# Cephalobyrrhus schillhammeri
Cephalobyrrhus schillhammeri är en skalbaggsart som beskrevs av Andreas Pütz 1998. Cephalobyrrhus schillhammeri ingår i släktet Cephalobyrrhus och familjen lerstrandbaggar. Inga underarter finns listade i Catalogue of Life.